# Paranesidea sinusaquilensis
Paranesidea sinusaquilensis is een mosselkreeftjessoort uit de familie van de Bairdiidae. De wetenschappelijke naam van de soort is voor het eerst geldig gepubliceerd in 1995 door Yassini & Jones.